# Iamyank
IAMYANK (vagy gyakran így írva: iamyank) azaz Herold János magyar zenész, zeneszerző, producer, sound designer és zenei production tanár. Ismert a  texturális és kísérletező megközelítéséről, a filmes hangzásairól, valamint különböző műfajok és zenekari irányzatok, például elektronika, neo-klasszikus, jazz, post-metal és cinematic noise-ambient ötvözéséről.
Szóló munkája mellett IAMYANK több zenei projektben is részt vett, létrehozta az All Machines Will Fail triót, valamint tagja a jól ismert magyar Vad Fruttik zenekarnak. Emellett az imPro School egyik vezető tanára, ahol sound design-t és mixinget oktat. Filmekhez, rövidfilmekhez, sorozatokhoz, színházi előadásokhoz, reklámokhoz és játékappokhoz is szerez zenét.

## Életrajz
IAMYANK zenei pályafutását ska dobosként kezdte (Lions of Suburbia-ban), majd zenei producerként tanult az imPro School-ban. DJ szettek és remixek után saját EP-ket adott ki 2013-ban Cold Summer, 2014-ben City of Nobody, 2015-ben Lost Sounds címmel, majd kislemezként is megjelent az Adventures of Poco Eco kalandjáték apphoz írt zenéje, amelyet több nemzetközi díjjal is kitűntettek.
Első teljes albumát, a Hiraeth-t 2016-ban adta ki, amely mérföldkő volt pályafutásában. A lemezt három fős zenekarral kezdte el élőben játszani, és így számos nagy fesztiválon szerepeltek Magyarországon, valamint lengyel turnét is tartottak. A Művészetek Völgye Fesztivál himnuszát Harcsa Veronika jazz énekesnővel közösen szerezte, és felkérték, hogy egy nagy zenekarra komponáljon a főszínpadra. Ez vezetett ahhoz, hogy a MüPa színpadán is fellépett, ahol Lubomyr Melnyk mellett játszott, és 2019-ben élő zongora és vonós zenei albumot rögzítettek a CAFe Budapest fesztiválon.
2019-ben egy számát a HBO Aranyélet sorozatában is hallhatták, a HBO Besúgó sorozatának főcímdala is tőle származott, valamint Cristina Grosan A legjobb dolgokon bőgni kell című filmjéhez írta az eredeti zenét.
A 2021-es év egy nagyon egyedi Una Notte albummal kezdődött, amely egy improvizált zongorajáték a híres Klavins Piano Manufaktúra zongoráján, búcsúként a helytől. Ezt követte a Sarah című Live Ensemble album. De utána egy teljesen más, sötét, post-metal irányvonal következett: az All Machines Will Fail néven, Mohácsi Mátyás (basszusgitár) és  Kocsis Máté (dob) társaságában, rögzítették az And We című albumot, majd 2024 szeptemberében megjelent a második albumuk, a Don't Carve Icons, Build Boats.
Második szólóalbumát, a Láttam a jövőt meghalnit 2022 novemberében adta ki. Az album nehéz, sötét, filmes noise-ambient elemekkel. A live előadásokban két teljes dobot használnak, hogy a hangok minden helyszínt betöltsenek, emellett intenzív fényshow és  vizuálok is kísérik azokat. Az album nagy sikert aratott a MENT Ljubljana, INOTA Fesztivál, Vision of Sound London, Sziget Fesztivál és Budapest Park színpadain – utóbbi előadását a Music Hungary-dajra is jelölték.

## Lemezei, munkái

### Szóló albumok
- Sás Séta single (2023., válogatáson: Balatorium, Banana Records)
- iamyank: Láttam a jövőt meghalni (2022., Corner Art Records)
- iamyank Live Ensemble: Sarah (2021., Corner Art Records)
- iamyank: Una Notte (2021., self released)
- iamyank Live Ensemble: Live at CAFe Budapest (2019., self released)
- iamyank: Hiraeth (2016., Selected Sounds, 2025., Corner Art Records)
- iamyank: Lost Sounds EP (2015., self released)
- iamyank: City of Nobody EP (2014., self released)
- iamyank: Cold Summer EP (2013., self released)

### All Machines Will Fail
- Don’t Carve Icons, Build Boats (2024., Corner Art Records)
- And We (2022., Corner Art Records)

### Kollaborációk, remixek
- Itt maradtam az éjszakában by Esti Kornél (2020)
- Masokat_REMIXEK - Jazzékiel (2015)

### Filmes munkái
- Portal (FK Attila portréfilm, 2025)
- HBO – Besúgó (end title, 2022)
- Utolsó esély (rövidfilm, 2022)
- A legjobb dolgokon bőgni kell (2021)
- HBO – Aranyélet (2015)

### Színház
- Ponttól Pontig (bábjáték, 2023)[6]
- Ahogy teccik (Beck Zoltánnal, 2021)[7]